# Acer negundoides
Acer negundoides é uma espécie de árvore do gênero Acer, pertencente à família Aceraceae.